# Karel Kasteel
Karel Kasteel (Den Haag, 2 juni 1934) is een Nederlands priester en curie-prelaat in de Katholieke Kerk.
Hij was jarenlang de Nederlander met de hoogste functie in het Vaticaan. Als telg uit een diplomatenfamilie heeft hij in verschillende landen gewoond. Hij werkt in Vaticaanstad onder de vertrekken van de Paus als deken van de Apostolische Kamer en tevens in Rome. Tot juni 2010 was hij secretaris van de Pauselijke Raad "Cor Unum" (Lat.: Eén Hart), een organisatie die weleens omschreven wordt als het "ministerie van Ontwikkelingssamenwerking en liefdadigheid". Hij is voorts Apostolisch Commissaris van de Congregatie voor de Geloofsleer, van de Congregatie voor de Clerus en van de Congregatie voor de Goddelijke Eredienst en de Regeling van de Sacramenten. Hij was gedurende dertig jaar (1963-1993) Officiaal en Hoofdofficiaal van de Congregatie voor de Evangelisatie van de Volkeren. Als zodanig was hij tevens lid van de Commissie voor Legerbisschoppen bij de Congregatie voor de Bisschoppen. Hij heeft lang gedoceerd in internationale noviciaten en andere Romeinse onderwijsinstellingen. Hij is tevens benoemd tot postulator van de Utrechtse zaligverklaringsprocessen van de Dienaar Gods Mgr. Alfons Ariëns en de Dienares Gods Dora Visser. Hij is lid van de raad van bestuur van het Pauselijke Teutonische Instituut waartoe de kerk van Santa Maria dell'Anima behoort, o.a. bekend om het praalgraf van de Nederlandse paus Adrianus VI van Utrecht.

## Levensloop
Karel Kasteel, behorend tot de Utrechtse clerus, is op 10 juli 1959 priester gewijd door aartsbisschop Alfrink te Apeldoorn na studies in Leuven (politieke en sociale wetenschappen en filosofie) en in Rome (gepromoveerd in de theologie en in het kerkelijk recht). Als seminarist was hij reeds assistent van de pauselijke aalmoezengever te Rome, een ambt dat reeds eeuwen bestaat, waarbij de H. Stoel zich ontfermt over de armen en hulplozen van Rome. Na zijn priesterwijding is hij naar Rome geroepen. Hij werd in 1970 door paus Paulus VI benoemd tot kapelaan van Zijne Heiligheid en in 1980 bevorderd tot ereprelaat van Zijne Heiligheid. Bij pauselijk breve van Johannes Paulus II werd hij in 1989 opgenomen in de Apostolische Kamer en is derhalve onmiddellijk onderworpen aan de paus. Sinds 1993 is hij overheidsprelaat van de Heilige Stoel met diplomatieke status en hij draagt de titel monseigneur met alle bevoegdheden van participerende apostolisch protonotarissen. Tijdens liturgische plechtigheden is hij gerechtigd het groot paars te dragen (volledig paarse soutane met rochet en paarse mantellet).
Karel Kasteel is officier in de Orde van Oranje-Nassau, Kerkelijk Grootkruis van de Heilige Militaire Constantijnse Orde van Sint-Joris, Groot-Officier in de Ridderorde van het Heilig Graf van Jeruzalem, en heeft verdere onderscheidingen ontvangen van verschillende landen en het ereburgerschap van enkele steden. Hij behoort tot de Derde Orde van de Miniemen van Sint Franciscus van Paola en is opgenomen in de Aartsbroederschappen van de Moeder van Smarten (Camposanto Vaticano) en de palatijnse van Sint Anna ten Vaticane. Hij behoort tot de Haagsche Bedevaarten.
Op 1 juli 2013 is Kasteel namens paus Franciscus door kardinaal Ravasi, president van de Pauselijke Raad voor  de Cultuur, opgenomen als erelid in de Pauselijke Academie der "Virtuosi al Pantheon", opgericht in de zestiende eeuw door Paulus III Farnese.
Kasteel had met goed gevolg de pauselijke diplomatenacademie gevolgd. Hij heeft zijn leven geheel in dienst gestaan van de verschillende pausen in de Vaticaanse curie. Hij bereikte er de hoogste rang van "prelato superiore" die gelijkstaat aan die van nuntii. Tot bisschop is hij niet gewijd. Pas in 2014, kort voor Kasteels 80ste verjaardag, kreeg Nederland in de persoon van Bert van Megen voor het eerst weer een nuntius van eigen bodem (te weten: in Soedan). In de jaren twintig en dertig zijn er nog drie pauselijke vertegenwoordigers geweest: Bernhard Jordaan Gijlswijk OP uit Delft, Adriaan Smets uit Dommelen en Martin Lucas uit Haarlem.

## Vader Kasteel
Zijn vader Piet Kasteel was een bekende katholiek, die na zijn gouverneurschap van de Nederlandse Antillen en zijn ambassadeurschap van Nederland in Rome bleef wonen in een appartement aan de Via della Conciliazione, op steenworp afstand van de Sint-Pieter.
Karel Kasteels vader vierde zijn 100-jarige verjaardag met een Heilige Mis in de Kerk der Friezen. Vader Kasteel overleed in 2003, op 102-jarige leeftijd. ‘Ik ben nog iedere dag dankbaar dat ik hem zo lang heb mogen houden en dat ik bij hem heb mogen wonen.’ Op het Campo Santo Teutonico, de begraafplaats naast de Sint-Pieter, liggen Kasteels beide ouders begraven. De plek is hem dierbaar, hij komt er vaak. Van daaruit enkele passen naar voren en hij kan zijn toenmalige werkkamer in het Apostolisch Paleis zien, pal onder die van de vorige paus.

## Aan de baar van Johannes-Paulus II
Veel Nederlanders kenden de naam van Karel Kasteel tot het jaar 2005 niet of nauwelijks. Op 2 april 2005 brak er evenwel een bijzondere periode aan in het leven van deze curieprelaat, toen paus Johannes Paulus II ’s avonds om half tien overleed. Kasteel trad op datzelfde moment aan in een andere functie, die van decaan van de Apostolische Kamer. Voor de camera’s van de wereldpers stond hij aan de baar van de overleden opperherder. ‘Dat zijn zaken die gebeuren, ik heb daar niet naar gezocht.’ Kasteel was ook de man die verantwoordelijk was voor de materiële bezittingen van de overleden paus. Hij verzegelde de deuren van de pauselijke vertrekken. ‘Niet alleen de deur, niet alleen het appartement in het Apostolisch Paleis in het Vaticaan, maar ook het appartement in de Sint-Jan van Lateranen en het pauselijk zomerverblijf Castel Gandolfo. Je moet alles verzegelen wat op welke wijze dan ook toegang zou kunnen verlenen tot wat alleen van de paus is. Ik herinner me dat iemand me zei: “Zou je niet een klein souvenirtje van de overleden paus kunnen meebrengen?” En ik had even de bekoring om een potlood dat de paus gebruikt had, voor die persoon te pakken. Maar later dacht ik: Nee, zelfs dát niet. Je moet aan de volgende paus kunnen zeggen: “Dít was er. Alstublieft, hier zijn de stukken, en nu beslist ú verder.”